# Le Blé en herbe (film)
Pour les articles homonymes, voir Le Blé en herbe et Blé (homonymie).
Pour plus de détails, voir Fiche technique et Distribution.
Le Blé en herbe est un film français réalisé par Claude Autant-Lara, sorti en 1954, adaptation du roman éponyme de Colette.

## Synopsis
Phil a seize ans et Vinca quinze. Ils passent, comme chaque année, leurs vacances sur une plage bretonne, dans une maison que partagent leurs familles respectives. Ils sont comme frère et sœur mais cet été leur relation devient autre chose, sans qu'ils en aient encore vraiment conscience. Cependant, Phil fait la connaissance de l'élégante Mme Dalleray, trente ans de plus que lui et passant les vacances seule sur la côte où elle a une maison. Elle invite le tout jeune homme à y entrer un moment, elle l'incite ensuite à y revenir. On la voit attendrie, émue par la fraîcheur charmante de ce jeune homme en fleur. Phil, flatté par l'attention de cette femme belle et raffinée mais qui a l'âge de sa mère, se laisse séduire et lui rend bientôt en cachette des visites nocturnes que Vinca ne tarde pas à découvrir et à lui reprocher.
Cette aventure favorisera en fait l'expression des sentiments amoureux que les deux adolescents éprouvaient déjà l'un pour l'autre sans vraiment se les avouer, tandis que les vacances d'été touchent peu à peu à leur fin.

## Fiche technique
- Réalisation : Claude Autant-Lara
- Scénario et dialogues : Jean Aurenche, Pierre Bost et Claude Autant-Lara, d'après le roman de Colette
- Décors : Max Douy, assisté de Jacques Douy et Jacques Saulnier
- Photographie : Robert Le Febvre
- Chef opérateur : Jacques Natteau, assisté de Roger Delpuech
- Son : Antoine Petitjean
- Montage : Madeleine Gug
- Musique : René Cloërec
- Costumes : Léon Zay, Monique Dunand
- Assistant réalisateur : Ghislaine Autant-Lara
- Photographe de plateau : Walter Limot
- Scripte : Denise Gaillard
- Production : Henry Deutschmeister
- Directeur de production : Louis Wipf
- Société de production : Franco-London Films (France)
- Société de distribution : Gaumont
- Pays d’origine :  France
- Tournage : du 27 juillet au 2 octobre 1953
- Langue : Français
- Format : Noir et blanc - 35 mm - 1,37:1 - Mono (Western Electric magnétique)
- Genre : drame
- Durée : 106 min
- Date de sortie : France, 20 janvier 1954
- Affiches : Gilbert Allard, Henri Cerutti, Guy-Gérard Noël (France)

## Distribution
- Pierre-Michel Beck : Phil Audebert, l'adolescent
- Nicole Berger : Vinca Ferret, l'adolescente
- Edwige Feuillère : Mme Dalleray, « la dame en blanc »
- Renée Devillers : Mme Audebert, la mère de Phil
- Charles Deschamps : M. Ferret, le père de Vinca
- Hélène Tossy : Mme Ferret, la mère de Vinca
- Louis de Funès : le projectionniste ambulant
- Simone Duhart : la femme du projectionniste
- Claude Berri : le fils du projectionniste
- Charles Camus : l'estivant
- Julienne Paroli : la grand-mère
- Robert Berri : le gendarme
- Madeleine Suffel : la marchande de poissons
- Louis Saintève : le curé
- Sylvie Dorléac : Lisa
- Philippe Chauveau
- Janette Lucas : Lisette
- Josiane Lecomte : Margot
- Yannick Malloire

## Accueil
« Avec Le Blé en herbe, Autant-Lara retrouve ses ennemis de base. Les intégristes de tout poil se déchaînent. Ainsi, une association baptisée « Cartel d’action morale et sociale à Paris » lui envoie ce texte "gratiné" : « Votre projet, tiré de l’œuvre de Colette, nous déplaisait en raison des répercussions morales néfastes que ne pourrait manquer d’avoir un tel film sur l’ensemble de la jeunesse de notre pays. Du reste, nous songions déjà à le dénoncer aux autorités lorsque nous avons appris par la presse que vous renonciez à la réalisation de ce film, par suite de l’état de santé d’Edwige Feuillère ». Malheureusement pour nos censeurs auto-proclamés et heureusement pour le cinéma, le film se fera, en 53, avec une Edwige Feuillère qui a retrouvé sa robuste santé. Colette qui assista à la première projection publique ne cacha pas sa satisfaction. La critique accueillit le film sans enthousiasme mais la jeunesse s’y précipita en masse. En ce milieu des années cinquante, Le Blé en herbe fit beaucoup pour l’éveil de la sexualité des adolescents « coincés » dans une France encore bien puritaine. »

— Francis Girod, Discours prononcé lors de sa réception sous la Coupole en hommage à Claude Autant-Lara

## Dans la culture populaire
Le blé en herbe est mentionné dans la chanson Il venait d'avoir 18 ans de Dalida.